# Georgij Mihajlovics Grecsko
Georgij Mihajlovics Grecsko (oroszul: Георгий Михайлович Гречко) (Leningrád, 1931. május 25. – Moszkva, 2017. április 8.) orosz-szovjet mérnök, űrhajós.

## Életpálya
1955-től Szergej Pavlovics Koroljov tervezőirodájának munkatársaként űreszközök tervezésén dolgozott. A Lunar Orbiter-program egyik tervezőmérnöke volt. 1968. május 27-től részesült űrhajóskiképzésben (TsKBEM-1). Összesen 134 napot, 20 órát és 32 percet töltött a világűrben. A leningrádi egyetemen 1984-ben matematikából doktorált. 1986-tól a Tudományos Akadémia egyik Intézetében a légkörkutatási program vezetője volt. 1992. március 1-jén kilépett az űrhajósok kötelékéből, és Moszkvában egy légkör fizikai Intézetben dolgozott.

## Űrrepülések
- 1975. január 11.  – 1975. február 10. között a Szojuz–17 fedélzeti mérnökeként a Szaljut–4 űrállomás első személyzeti tagjaként egy hónapig dolgozott.
- 1977-ben a Szojuz–26 fedélzeti mérnökeként repült a Szojuz–6 űrállomásra, 95 napos programot végrehajtva. 1 óra 28 percig tartó űrsétája során műszaki ellenőrzéseket hajtott végre. A Szojuz–27 űrhajón tért vissza a Földre.
- 1985-ben a Szaljut–7 űrállomásra a Szojuz T–14 fedélzetén kutatómérnökként érkezett, és a Szojuz T–13 fedélzetén tért vissza.

## Tartalék személyzet
- A Szojuz–6 tartalék fedélzeti mérnöke
- A Szojuz–7 tartalék fedélzeti mérnöke
- A Szojuz–9 tartalék fedélzeti mérnöke
- A Szojuz–12 tartalék fedélzeti mérnöke
- A Szojuz T–11 tartalék fedélzeti mérnöke

## Kitüntetések
Kétszer kapta meg a Szovjetunió Hőse kitüntetést. Nevét viseli a 3148 Grecsko kisbolygó.

## Külső hivatkozások
- Georgij Mihajlovics Grecsko. spacefacts.de. (Hozzáférés: 2012. április 26.)
- Georgij Mihajlovics Grecsko. astronautix.com. (Hozzáférés: 2012. április 26.)
- Georgij Mihajlovics Grecsko. warheroes.ru. (Hozzáférés: 2012. április 26.)